# Ред-Уиллоу (округ)
Округ Ред-Уиллоу (англ. Red Willow County) — округ, расположенный в штате Небраска (США) с населением в 11 055 человек по статистическим данным переписи 2010 года. Столица округа находится в городе Мак-Кук.

## История
Округ Ред-Уиллоу был образован в 1873 году и получил своё название по притоку Ред-Уиллоу-Крик реки Репабликан.

## География
По данным Бюро переписи населения США округ Ред-Уиллоу имеет общую площадь в 1860 квадратных километров, из которых 1857 кв. километров занимает земля и 3 кв. километра — вода. Площадь водных ресурсов округа составляет 0,19 % от всей его площади.

### Соседние округа
- Фронтир (Небраска) — север
- Фернас (Небраска) — восток
- Декейтер (Канзас) — юг
- Ролинс (Канзас) — юго-запад
- Хитчкок (Небраска) — запад

## Демография
По данным переписи населения 2000 года в округе Ред-Уиллоу проживало 11 448 человек, 3188 семей, насчитывалось 4710 домашних хозяйств и 5278 жилых домов. Средняя плотность населения составляла 6 человек на один квадратный километр. Расовый состав округа по данным переписи распределился следующим образом: 97,55 % белых, 0,16 % чёрных или афроамериканцев, 0,38 % коренных американцев, 0,17 % азиатов, 0,02 % выходцев с тихоокеанских островов, 0,80 % смешанных рас, 0,93 % — других народностей. Испано- и латиноамериканцы составили 2,45 % от всех жителей округа.
Из 4710 домашних хозяйств в 30,20 % — воспитывали детей в возрасте до 18 лет, 57,50 % представляли собой совместно проживающие супружеские пары, в 7,20 % семей женщины проживали без мужей, 32,30 % не имели семей. 28,60 % от общего числа семей на момент переписи жили самостоятельно, при этом 13,50 % составили одинокие пожилые люди в возрасте 65 лет и старше. Средний размер домашнего хозяйства составил 2,37 человек, а средний размер семьи — 2,92 человек.
Население округа по возрастному диапазону по данным переписи 2000 года распределилось следующим образом: 24,90 % — жители младше 18 лет, 8,80 % — между 18 и 24 годами, 24,60 % — от 25 до 44 лет, 22,60 % — от 45 до 64 лет и 19,00 % — в возрасте 65 лет и старше. Средний возраст жителей округа составил 40 лет. На каждые 100 женщин в округе приходилось 93,90 мужчин, при этом на каждых сто женщин 18 лет и старше приходилось 91,30 мужчин также старше 18 лет.
Средний доход на одно домашнее хозяйство в округе составил 32 293 доллара США, а средний доход на одну семью в округе — 40 279 долларов. При этом мужчины имели средний доход в 27 768 долларов США в год против 18 768 долларов США среднегодового дохода у женщин. Доход на душу населения в округе составил 16 303 долларов США в год. 7,60 % от всего числа семей в округе и 9,60 % от всей численности населения находилось на момент переписи населения за чертой бедности, при этом 11,40 % из них были моложе 18 лет и 7,60 % — в возрасте 65 лет и старше.

## Основные автодороги
- US 6
- US 34
- US 83
- Автомагистраль 89

## Населённые пункты

### Города и деревни
- Бартли
- Данбери
- Индианола
- Лебанон
- Мак-Кук